# Парламентские выборы в Испании (1901)
Парламентские выборы в Испании 1901 года прошли 19 мая. Явка избирателей составила 66,04 % от общего числа зарегистрированных избирателей.

## Предыстория
17 ноября 1900 года Мария Кристина Австрийская разрешила своей старшей дочери принцессе Астурийской Марии де лас Мерседес, являвшейся наследницей испанского трона вслед за своим братом Альфонсо XIII, сочетаться браком с Карлосом Бурбон-Сицилийским, принцем из свергнутого дома Обеих Сицилий. Брак наследницы престола с карлистским претендентом вызвал недовольство у многих в Испании и привёл к политическому кризису, в частности в отставку ушёл председатель Совета министров Франсиско Сильвела-и-Ле Веллёза. 22 октября 1900 года правительство возглавил генерал Марсело Аскаррага (Консервативный союз), занимавший этот пост до 2 марта 1901 года. 6 марта 1901 года правительство Испании в седьмой раз возглавил либерал Пракседес Матео Сагаста, занимавший этот пост до 6 декабря 1902 года. 25 апреля был распущен Конгресс депутатов и назначены новые выборы.
Как и на предыдущих выборах, консерваторы вновь разделились, сторонники Карлоса О’Доннелла, герцога Тетуанского, и последователи Антонио Ромеро Робледо предпочли участвовать в них самостоятельно. «Республиканское объединение» Николаса Сальмерона и Хосе Томаса Муро образовали с Федеративной демократической республиканской партией Франсиско Пи-и-Маргаля блок Республиканская коалиция. Карлистская партия Традиционалистское причастие и фундаменталистская Интегристская партия в этой выборной кампании решили участвовать самостоятельно.

## Результаты
19 мая были избраны 402 члена Конгресса депутатов.
Победу на выборах одержала Либеральная партия Пракседеса Матео Сагасты. Считая союзников из числа либералов-«пуигсерверистов» и баскских династистов, партия смогла получить 245 мест в Конгрессе депутатов (60,95 %).. Их главным оппонентам, консерваторам Франсиско Сильвелы-и-Ле Веллёза, Франсиско Ромеро Робледо и герцога Тетуанского пришлось удовлетвориться 99 местами (24,63 %). Республиканцы, большая часть из которых часть которых выступали единым списком, смогли сохранить своё представительство в Конгрессе депутатов. Впервые депутатом избран Алехандро Леррус Гарсиа, впоследствии один из самых видных и противоречивых деятелей республиканского движения.
Итоги выборов в Конгресс депутатов Испании 19 мая 1901 года
| Партии и коалиции                                            | Партии и коалиции                | Партии и коалиции                    | Партии и коалиции                     | Лидер                                                      | Голоса | Голоса | Голоса | Места      | Места      | Места  |
| Партии и коалиции                                            | Партии и коалиции                | Партии и коалиции                    | Партии и коалиции                     | Лидер                                                      | #      | %      | +/−    | Места      | +/−        | %      |
| ------------------------------------------------------------ | -------------------------------- | ------------------------------------ | ------------------------------------- | ---------------------------------------------------------- | ------ | ------ | ------ | ---------- | ---------- | ------ |
|                                                              |                                  | Либеральная партия                   | исп. Partido Liberal, PL              | Пракседес Матео Сагаста                                    |        |        |        | 245        | ▲143       | 60,95  |
|                                                              | Либералы-хамасистас              | исп. Liberales "Gamacistas", LG      | Херман Хамасо-и-Кальво                |                                                            |        |        | 13     | ▼15        | 3,23       |        |
|                                                              | Независимые либералы             | исп. Liberales independientes        |                                       |                                                            |        |        | 2      | Первый раз | 0,50       |        |
| Все либералы                                                 | Все либералы                     | Все либералы                         | Все либералы                          | Все либералы                                               |        |        |        | 260        | ▲130       | 64,68  |
|                                                              |                                  | Либерально-консервативная партия     | исп. Partido Liberal-Conservador, PLC | Франсиско Сильвела-и-Ле Веллёза                            |        |        |        | 84         | ▼144       | 20,90  |
|                                                              | Либерально-реформистская партия  | исп. Partido Liberal Reformista, PLR | Франсиско Ромеро Робледо              |                                                            |        |        | 8      | ▲4         | 2,0        |        |
|                                                              | Консерваторы-тетуанисты          | исп. Conservadores "Tetuanistas", T  | Карлос О’Доннелл, герцог Тетуанский   |                                                            |        |        | 7      | ▼5         | 1,74       |        |
| Все консерваторы                                             | Все консерваторы                 | Все консерваторы                     | Все консерваторы                      | Все консерваторы                                           |        |        |        | 99         | ▼145       | 24,63  |
|                                                              |                                  | Республиканская коалиция             | исп. Coalición Republicana            | Хосе Томас Муро, Николас Сальмерон, Франсиско Пи-и-Маргаль |        |        |        | 14         | ▲1         | 3,48   |
|                                                              | Республиканцы-бласкистас         | исп. Republicanos Blasquistas        | Висенте Бласко Ибаньес                |                                                            |        |        | 2      | Первый раз | 0,50       |        |
|                                                              | Независимые республиканцы        | исп. Republicano independiente       |                                       |                                                            |        |        | 1      | —          | 0,25       |        |
| Все республиканцы                                            | Все республиканцы                | Все республиканцы                    | Все республиканцы                     | Все республиканцы                                          |        |        |        | 17         | ▬          | 4,23   |
|                                                              |                                  | Традиционалистское причастие         | исп. Comunión Tradicionalista, CT     | Матиас Баррио Мьер                                         |        |        |        | 6          | ▲4         | 1,50   |
|                                                              | Национальная католическая партия | исп. Partido Católico Nacional, PCN  | Рамон Носедаль                        |                                                            |        |        | 3      | ▲2         | 0,75       |        |
|                                                              | Независимые католики             | исп. Católico independiente          |                                       |                                                            |        |        | 2      | ▬          | 0,50       |        |
| Все карлисты и традиционалисты                               | Все карлисты и традиционалисты   | Все карлисты и традиционалисты       | Все карлисты и традиционалисты        | Все карлисты и традиционалисты                             |        |        |        | 11         | ▲6         | 2,74   |
|                                                              |                                  | Регионалистская лига                 | исп. Lliga Regionalista, LR           | Бартомеу Роберт                                            |        |        |        | 6          | Первый раз | 1,50   |
| Все регионалисты                                             | Все регионалисты                 | Все регионалисты                     | Все регионалисты                      | Все регионалисты                                           |        |        |        | 6          | Первый раз | 1,50   |
|                                                              | Национальный союз                | Национальный союз                    | исп. Unión Nacional, UN               | Басилио Параисо                                            |        |        |        | 2          | Первый раз | 0,50   |
|                                                              | Независимые                      | Независимые                          | Независимые                           | Независимые                                                |        |        |        | 7          | ▲1         | 1,74   |
|                                                              |                                  |                                      |                                       |                                                            |        |        |        |            |            |        |
| Всего                                                        | Всего                            | Всего                                | Всего                                 | Всего                                                      | н/д    | 100,00 |        | 402        | ▬          | 100,00 |
|                                                              |                                  |                                      |                                       |                                                            |        |        |        |            |            |        |
| Источник: - Historia Electoral - Spain Historical Statistics |                                  |                                      |                                       |                                                            |        |        |        |            |            |        |

1. ↑  Включая 5 либералов-«пуигсерверистов» и 2 баскских династистов
2. ↑  Включая 1 «полавьехиста»
3. ↑  Включая экс-централистов Аскарате и Мелькиадеса Альвареса, а также двух федералистов
4. ↑  Результат Республиканской коалиции по сравнению с суммой мест Республиканского объединения и Федеративной демократической республиканской партии

## Результаты по регионам
Либеральная партия заняла первое место по количеству избранных депутатов в 38 провинциях. Консерваторы смогли победить в Овъедо (ныне Астурия) и на Канарских островах (в то время единая провинция). Карлисты выиграли выборы в провинции Наварра, в Гипускоа первенствовали независимые католики. В провинциях Понтеведра, Бургос, Теруэль и Малага мандаты поделили либералы и консерваторы, в Вальядолиде — либералы и либералы-хамасисты, в Бискайе — консерваторы-сильвелисты и консерваторы-тетуанисты, в Кастельоне — либералы, сильвелисты и тетуанисты. Из четырёх крупнейших городов страны либералы наиболее успешно выступили в Мадриде (6 мандатов из 8) и Севилье (3 из 5). В Барселоне победу одержала Регионалистская лига (впоследствии переименована в Каталонскую лигу), получив 4 мандата из 7, по одному месту смогли завоевать либералы, «Республиканское объединение» и республиканцы-федералисты. В Мадриде оставшиеся два мандата поделили Национальный союз и консерваторы. Также консерваторы взяли одно место в Севилье, пятый мандат достался либералам-хамамсистам. В Валенсии выборы выиграли республиканцы-бласкистас (2 мандата из трёх), ещё один завоевал независимый.

## После выборов
12 июня 1901 года новым председателем Конгресса депутатов был выбран Антонио Агилар, маркиз де-ла-Вега-де-Армихо (Либеральная партия), за которого проголосовал 231 парламентарий. 16 июля того же года его сменил Сехизмундо Морет (Либеральная партия). 5 апреля 1902 года Конгресс вновь возглавил Антонио Агилар. Председателем Сената был Эухенио Монтеро Риос (Либеральная партия).
Выборы 1901 года были последними в истории регентства Марии Кристины. 17 мая 1902 года парламент объявил совершеннолетним её сына, 16-летнего короля Альфонсо XIII.
В 1901 году, уже после выборов умирают Херман Хамасо и Франсиско Пи-и-Маргаль. Либералы-хамасисты, которых после смерти Хамасо возглавил его зять (муж сестры) Антонио Маура (впоследствии пятикратный премьер-министр Испании), в 1902 году присоединились к Либерально-консервативной партии. Новым лидером Федеративой демократической республиканской партии стал Эдуардо Бенот. В январе 1903 года скончался Пракседес Матео Сагаста, основатель и многолетний лидер Либеральной партии, неоднократно занимавший пост главы испанского правительства, ушедший в отставку незадолго до своей смерти.